# Bisdom Lettere

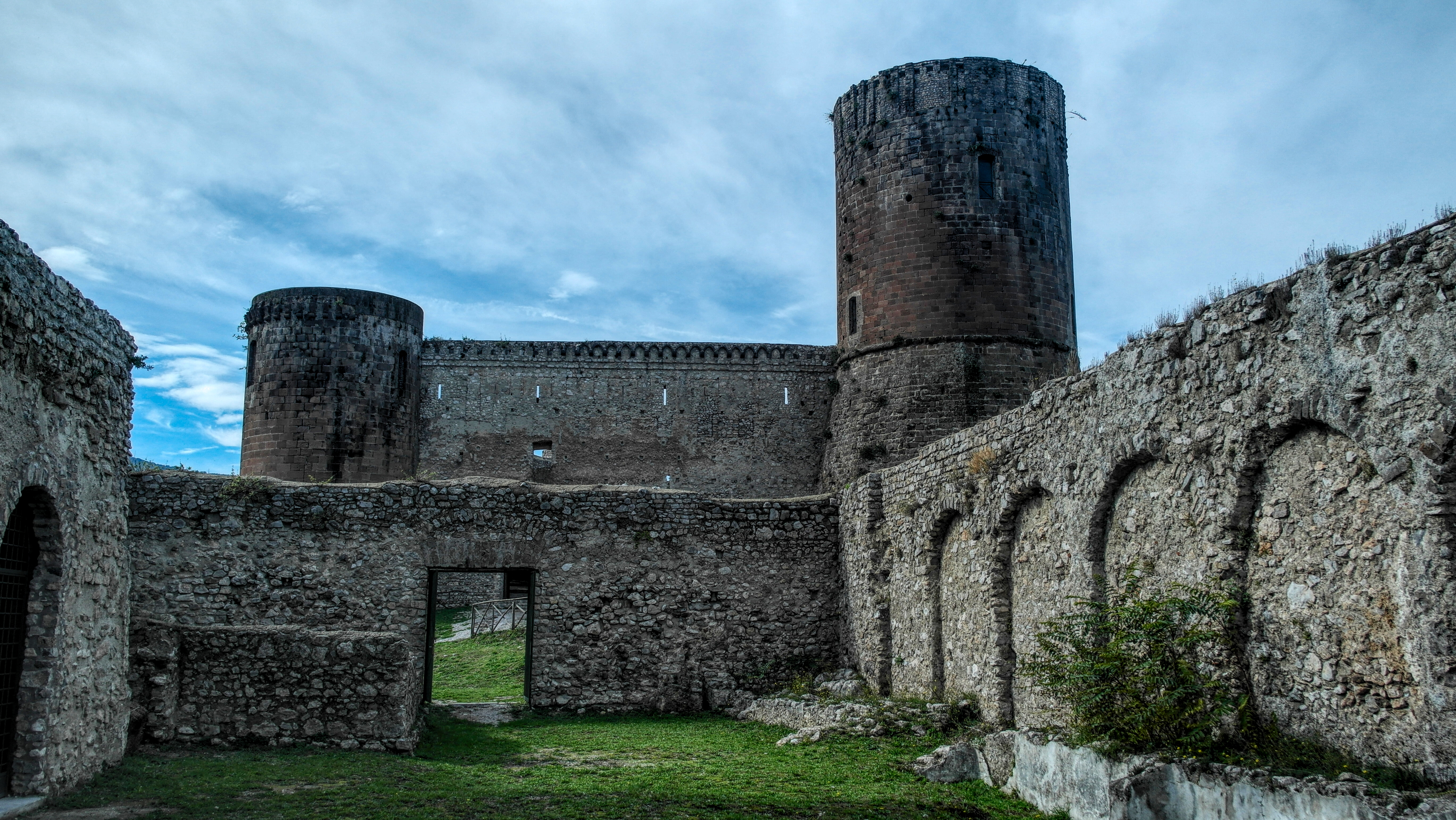
Eerste kathedraal van Lettere: in de burcht van Lettere

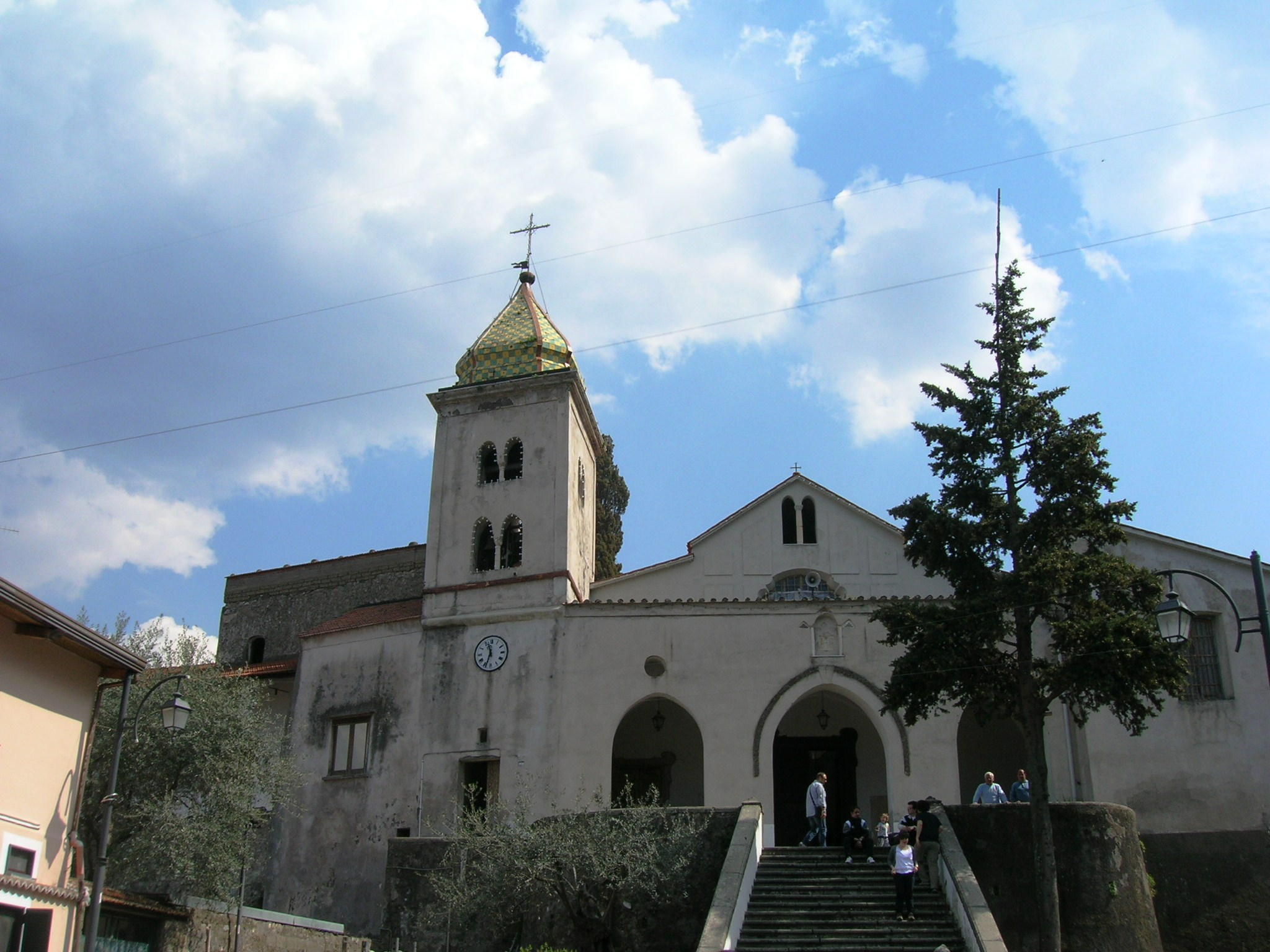
Tweede kathedraal: Santa Maria Assunta in Gragnano

Het bisdom Lettere(-Gragnano)   (Latijn: Dioecesis Litterensis) was een rooms-katholiek bisdom in Italië van 987 tot 1818. De bisschopszetel was in Lettere nabij Napels. Het was een suffragaanbisdom van het aartsbisdom Amalfi. Sinds het jaar 1169 noemden de bisschoppen zich bisschop van Lettere en Gragnano.
In 1818 ging het bisdom op in het aartsbisdom Castellammare di Stabia.

## Historiek bisdom
In het jaar 501 dook een prelaat met de naam Aprilis op in het Concilie van Lateranen; Aprilis noemde zich ‘van Lettere’. Nochtans zijn er geen andere bronnen om aan te nemen dat het bisdom Lettere bestond voor het jaar 987. In het jaar 987 creëerde paus Johannes XV immers de kerkprovincie Amalfi: Amalfi werd van bisdom een aartsbisdom en errond ontstonden nieuwe bisdommen. Een van deze bisdommen was Lettere. In deze periode bestuurden Normandiërs grote delen van Zuid-Italië.
Het grondgebied van het bisdom Lettere besloeg vier dorpen: Lettere, Casola, Pimonte en Gragnano. Elk dorp had een aartspriester. De aartspriesters van Gragnano gedroegen zich evenwel vijandig tegenover Lettere. Na tussenkomst van de paus werd bevestigd dat Gragnano deel bleef van het bisdom Lettere; dit drukten de bisschoppen uit door Gragnano aan hun bisschopstroon te vermelden (1169). Later in de dertiende eeuw en ook in de veertiende eeuw brak nogmaals een revolte uit in bij de geestelijkheid in Gragnano. Pauselijke tussenkomsten bleven nodig en dit zelfs tot ver in de 18e eeuw.
Het bisdom Lettere kende twee kathedralen in haar geschiedenis. Van 987 tot 1696 was de kerk Sancta Maria Trinitatorum kathedraal. De kerk stond midden in het kasteel van Lettere, een burcht gebouwd door de Normandiërs. Van 1570 tot 1696 werd aan een nieuwe kathedraal gebouwd. Dit gebeurde in het dorpscentrum van Gragnano, in het eens opstandige dorp. In 1696 werd de kathedraal Santa Maria Assunta plechtig in gebruik genomen.
De laatste bisschop, Bernardo della Torre, was Fransgezind en revolutionair gezind. Torre bood zijn diensten aan de Fransen aan (tot 1815). Nadien, met de Restauratie van het koninkrijk der Beide Siciliën, sloten de Heilige Stoel en de Beide Siciliën een concordaat in 1818. Dit concordaat is beschreven in de apostolische constitutie De utiliori. In de Beide Siciliën werden meer dan veertig bisdommen afgeschaft, waaronder Lettere. Het grondgebied van het bisdom Lettere werd aangehecht aan het aartsbisdom Castellammare di Stabia.

## Titulair (aarts)bisdom
Paus Paulus VI creëerde het titulair bisdom of aartsbisdom Lettere in 1968: Lettere werd een eretitel voor verdienstelijke prelaten.

## Enkele bisschoppen
Hieronder volgen enkele bisschoppen met de jaartallen van hun pontificaat.
- Stefanus (987 - ) was de eerste bisschop van Lettere.
- Iacopus (circa 1258) was aanwezig bij de koningskroning van Manfred van Sicilië. Deze Hohenstaufen vorst was in de kerkban geslagen door paus Alexander IV. Desondanks was Iacopus aanwezig op het feest in Palermo.
- Sebastiano Leccavella (1562-1565). Leccavella was van Griekse oorsprong en een dominicaan. Hij nam deel aan het Concilie van Trente in de hoedanigheid van bisschop van Lettere. Hij nam ontslag in 1565.
- Bartolomeo II Ferro (1567-1570), een dominicaan, startte met de bouw van een nieuwe kathedraal: de Santa Maria Assunta in Gragnano. De bouw duurde nog meer dan een eeuw.
- Antonio III Molinari (1676-1698) wijdde de kathedraal in in het jaar 1696.
- Domenico Gagliano (1709-1713) was een theatijn uit Napels.
- Bernardo della Torre (1799-1818) was de laatste bisschop van Lettere. Tijdens de revolutie in Napels (1799) richtten de Napolitanen de Parthenopeïsche Republiek op. Torre schreef een herderlijke brief waarin hij de vrijheid, gelijkheid en broederlijkheid van de Franse Revolutie christelijke deugden noemde. ‘Burger della Torre’ vuurde de gelovigen aan om de revolutionaire idealen uit te dragen. Zo zouden zij ‘christelijke burgers’ worden.[4] Kort nadien waren de krijgskansen gekeerd en keerde koning Ferdinand IV van Bourbon-Sicilië terug naar Napels. Torre werd gearresteerd en ter dood veroordeeld. Via bemiddelingen tot bij de koning kon Torre vrijkomen. Hij dook onder in Marseille. Bij de troonsbestijging van Jozef Bonaparte tot koning van Napels keerde Torre terug (1806). Zowel Jozef Bonaparte als zijn opvolger Joachim Murat schakelden Torre in in het ministerie van Onderwijs. Kerkelijk fungeerde Torre als vicaris-generaal van het aartsbisdom Napels. Na de terugkeer van de Bourbons (1815) werd zijn bisdom Lettere afgeschaft, waar hij overigens niet meer gekomen was. Torre ontving een bevordering: hij werd aartsbisschop van Castellammare di Stabia, een aartsbisdom dat zijn territorium vergroot zag.
- Luigi Travaglino (1992- ) werd titulair aartsbisschop van Lettere toen hij in diplomatieke dienst ging voor het Vaticaan.[5]